# 立体異性体
立体異性体（りったいいせいたい、stereoisomer）は異性体の一種であり、同じ構造異性体同士で、3次元空間内ではどう移動しても重ね合わせることができない分子をいう。立体異性が生じる原因には立体配置の違いと立体配座の違いがある。
構造異性体同士の化学的性質が大きく異なることは珍しくないが、立体異性体同士の化学的性質はよく似ていながらもわずかに異なるので、立体異性体の性質を研究する立体化学は化学において重要である。
異性体特に立体異性体が重要になる化合物は、多数の原子の共有結合でできた分子からなる化合物（ほとんどの有機化合物がそうである）および複数種類の配位子を持つ錯体である。

## 分類

### 立体配置による異性体
立体異性体の種類を表す言葉には歴史的変遷があったが現在の化学における考え方は以下のようなものである。
- 立体異性体はエナンチオマー(enantiomer)とジアステレオマー(diastereomer)に分かれる
- ジアステレオマーにはシクロ化合物のシス-トランス異性体(cis-trans isomer)も含む
- ジアステレオマーには二重結合のシス-トランス異性体も含む
- 光学異性体(optical isomer)という言葉は推奨しない。
- 幾何異性体(geometrical isomer)という言葉は推奨しない。

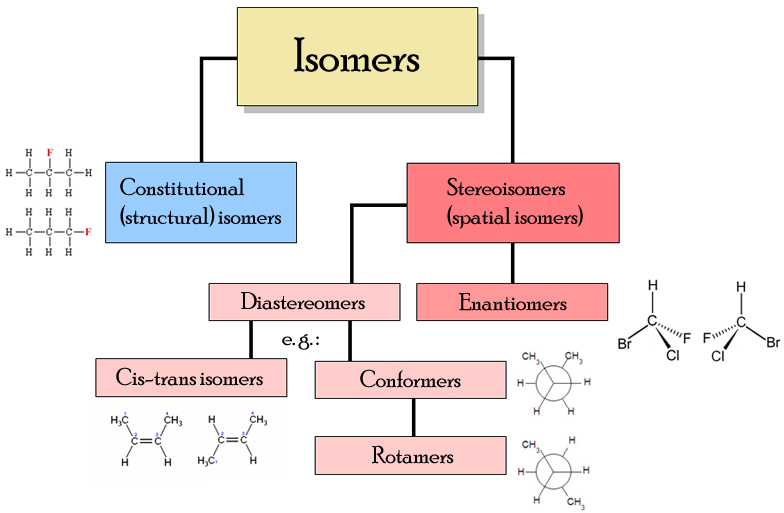
有機分子の異性体の分類

ある分子Rを鏡に映した構造の分子Sが、3次元空間内ではどう移動しても元の分子Rにぴったりとは重ならないとき、分子Rと分子Sは互いにエナンチオマー（対掌体）である。同じ立体異性体同士でエナンチオマー以外の立体異性体をジアステレオマーと呼ぶこともある。

### 立体配座による異性体
液相や気相では、単結合周りの回転は通常は自由であり、多数の異なる形態(立体配座)を取り得る。従ってこれらの立体配座のいずれかが一致する分子は同じ立体異性体である。しかし、大きな立体障害などの原因で単結合周りの回転障壁が大きくなると、異なる立体配座を持つ分子同士を分離することができるようになる。こうして分離された分子同士は、互いに配座異性体(atropisomer /conformer)または回転異性体(rotamer /rotational isomer)であるという。典型的な例はオルト置換ビフェニル誘導体である。
一般的ではないが、二重結合のシス-トランス異性体は非常に回転障壁の高い配座異性体であるという見方もある。

## 用語上の注意
光学異性体という言葉はエナンチオマーの同義語として使われることも、エナンチオマーとジアステレオマーを合わせた分類として使われることもあった。IUPACではその使用は推奨されず、エナンチオマーとジアステレオマーを使うことが推奨されている。旋光性を示す化合物を表すには、光学活性化合物という言葉がある。
有機分子における幾何異性体という言葉は、広義にはシス－トランス異性体の同義語である。狭義には二重結合のシス-トランス異性体のみを指し、飽和環状化合物のシス－トランス異性体を含めない。また錯体においては、中心金属原子周りの立体配置による全ての異性体を指す。
高校の化学では光学異性体はエナンチオマーの同義語としての定義があるがジアステレオマーは発展事項ということもあり詳しく触れられてはいない。また幾何異性体は二重結合のシス-トランス異性体異性体としての定義があり、シクロ化合物のシス－トランス異性体としての定義を記載している参考書も見受けられる。